# Guido Bistazzoni
Guido Bistazzoni (Monte Argentario, 12 marzo 1960) è un allenatore di calcio ed ex calciatore italiano, di ruolo portiere, preparatore dei portieri del settore Under-13 della Sampdoria.

## Carriera

### Giocatore

Bistazzoni alla Sampdoria negli anni 80

Originario di Porto Ercole, frazione comunale di Monte Argentario, Bistazzoni si formò nelle giovanili del Grosseto, nella cui prima squadra esordì in C2 nel 1978; due anni più tardi fu tra i primi acquisti di Paolo Mantovani, neoproprietario della Sampdoria all'epoca in serie B.
Giunto a Genova come secondo di Claudio Garella esordì in categoria a Ferrara il 18 gennaio 1981 contro la SPAL, un pareggio 2-2 maturato a tempo scaduto. 
Nella successiva stagione di B, dopo la partenza di Garella per Verona, Bistazzoni ebbe più occasioni di mettersi in luce, sebbene sempre come secondo, nella fattispecie di Paolo Conti; guadagnata la promozione in A alla fine del campionato, sotto la guida tecnica di Renzo Ulivieri debuttò da titolare proprio nella partita d'esordio in massima serie, il 12 settembre 1982, vittoria a Marassi per 1-0 sulla Juventus campione d'Italia in carica; tuttavia nel resto della stagione giocò titolare poco meno di metà campionato in alternanza con Conti, e l'anno successivo, complice anche l'arrivo di Ivano Bordon, fu ceduto in comproprietà alla Pistoiese.
Rientrato a Genova, la Sampdoria lo girò alla Triestina nel luglio 1984 di nuovo con la formula della comproprietà e, due stagioni più tardi, lo reintegrò nella propria rosa come primo portiere.
Nelle tre stagioni in blucerchiato Bistazzoni vinse due Coppe Italia, ma l'ascesa di Gianluca Pagliuca lo relegò di nuovo al ruolo di secondo nel suo ultimo campionato a Genova, al termine del quale fu ceduto a titolo definitivo al Padova in serie B.
Al termine del biennio in Veneto rimase in serie B al Taranto, con cui spese una stagione tra i cadetti per poi tornare in serie A con il Milan come terzo portiere dietro Rossi e Ielpo.
Con il club rossonero Bistazzoni divenne campione d'Italia nel 1994 pur senza essere mai stato schierato in campionato, e alla fine della stagione si ritirò dal calcio giocato.

### Allenatore
Preparatore dei portieri a Spezia dopo il ritiro, nel 1997 passò al Genoa, dapprima nello staff delle giovanili e, a seguire, in quello della prima squadra guidato da Franco Scoglio; nel 2001 a Bistazzoni toccò andare in panchina da capo allenatore nell'incontro di serie B a Monza perché l'acceso post-partita nel turno precedente contro la Sampdoria aveva provocato varie espulsioni e la squalifica sia di Scoglio che del suo vice Onofri; a Bistazzoni fu concessa una deroga straordinaria dalla Lega per guidare la prima squadra in quanto in possesso solo del patentino di seconda categoria.
Passato alla Sampdoria, fu preparatore dei portieri dalle giovanili via via fino alla prima squadra; quando il club retrocesse in serie B nel 2011 si trasferì al Bogliasco D'Albertis in serie D, successivamente RapalloBogliasco.
Nelle successive stagioni, ancora come preparatore dei portieri, fu ad Arenzano, in Promozione ligure, nel 2015-16, poi un anno al neonato Sporting Recco nella stagione a seguire, conclusasi con la retrocessione e il fallimento del club e un ulteriore trasferimento per un biennio al Rapallo.
Dal 2019 è di nuovo alla Sampdoria come parte dello staff tecnico del settore Under-13.

## Palmarès

### Giocatore
- Coppa Italia: 2

Sampdoria: 1987-88, 1988-89
- Campionato italiano: 1

Milan: 1992-93